# Transliteración Wylie

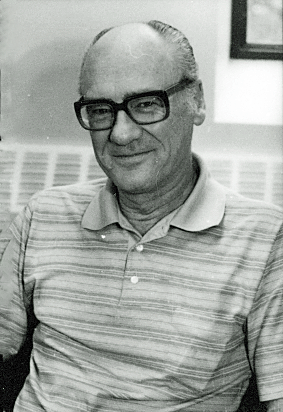
Profesor Turrell Wylie en 1979 en la Universidad de Washington, Departamento de Lenguas y Literatura Asiáticas

La transliteración Wylie es un método para transliterar la escritura tibetana usando el alfabeto latino. Su nombre se debe a Turrell Wylie, que perfeccionó el método en 1959. Desde entonces se ha convertido en un método estándar de transliteración en estudios tibetanos, especialmente en Estados Unidos.
Cualquier método de romanización del idioma tibetano enfrenta el dilema de si debe tratar de reproducir los sonidos del tibetano hablado o la ortografía del tibetano escrito. Ambos difieren mucho, dado que la ortografía se fijó en el siglo XI, mientras que la pronunciación ha continuado evolucionando. Los sistemas de transcripción anteriores intentaban combinar ambas, por lo que nunca reflejaban de manera perfecta ninguna de ellas. La transliteración Wylie se diseñó específicamente para transcribir la escritura tibetana, lo que explica su aceptación en los ámbitos académicos. No pretende ayudar a la correcta pronunciación de las palabras tibetanas.

## Consonantes
El método Wylie translitera las consonantes tibetanas de la siguiente manera: 
| ཀ ka [ká]      | ཁ kha [kʰá]   | ག ga [ɡà/kʰːà]    | ང nga [ŋà] |
| ཅ ca [tɕá]     | ཆ cha [tɕʰá]  | ཇ ja [dʑà/tɕʰːà]  | ཉ nya [ɲà] |
| ཏ ta [tá]      | ཐ tha [tʰá]   | ད da [dà/tʰːà]    | ན na [nà]  |
| པ pa [pá]      | ཕ pha [pʰá]   | བ ba [bà/pʰːà]    | མ ma [mà]  |
| ཙ tsa [tsá]    | ཚ tsha [tsʰá] | ཛ dza [dzà/tsʰːà] | ཝ wa [wà]  |
| ཞ zha [ʑà/ɕːà] | ཟ za [zà/sːà] | འ 'a [ɦà/ʔːà]     | ཡ ya [jà]  |
| ར ra [rà]      | ལ la [là]     | ཤ sha [ɕá]        | ས sa [sá]  |
| ཧ ha [há]      | ཨ a [ʔá]      |                   |            |

La última letra del alfabeto, la consonante ཨ, no se translitera. Su presencia se conoce inequívocamente porque aparece una sílaba que comienza en vocal.
En la escritura tibetana, los grupos de consonantes dentro de la misma sílaba pueden estar representados mediante el uso de letras sobre, debajo o a un lado de la letra principal. El sistema Wylie no diferencia entre dichas posibilidades, dado que no existe riesgo de ambigüedad de acuerdo con las normas ortográficas tibetanas. La excepción es la secuencia qy-, que puede escribirse bien con una «g» delante o con una «y» como subíndice. En el método Wylie, estas posibilidades se diferencian insertando un punto entre la «g» y la «y» cuando esta es la letra principal y la primera se coloca delante de ella. Así, གྱང «muro» es gyang, mientras que གཡང་ «sima» es g.yang.

## Vocales
Las cuatro vocales (que en este caso se aplican a la letra muda ཨ ) se transliteran así:
| ཨི i | ཨུ u | ཨེ e | ཨོ o |

Cuando una sílaba no tiene una vocalización explícita, se añade la letra "a" para representar la vocal "a" inherente (por ejemplo, ཨ་ = a).